# RBM33
La proteína de unión al ARN 33 es una proteína que en humanos está codificada por el gen RBM33.

## Otras lecturas
- Venter JC, Adams MD, Myers EW, etal (2001). «The sequence of the human genome.». Science 291 (5507): 1304-51. PMID 11181995. doi:10.1126/science.1058040.
- Strausberg RL, Feingold EA, Grouse LH, etal (2003). «Generation and initial analysis of more than 15,000 full-length human and mouse cDNA sequences.». Proc. Natl. Acad. Sci. U.S.A. 99 (26): 16899-903. PMC 139241. PMID 12477932. doi:10.1073/pnas.242603899.
- Scherer SW, Cheung J, MacDonald JR, etal (2003). «Human chromosome 7: DNA sequence and biology.». Science 300 (5620): 767-72. PMC 2882961. PMID 12690205. doi:10.1126/science.1083423.
- Hillier LW, Fulton RS, Fulton LA, etal (2003). «The DNA sequence of human chromosome 7.». Nature 424 (6945): 157-64. PMID 12853948. doi:10.1038/nature01782.
- Ota T, Suzuki Y, Nishikawa T, etal (2004). «Complete sequencing and characterization of 21,243 full-length human cDNAs.». Nat. Genet. 36 (1): 40-5. PMID 14702039. doi:10.1038/ng1285.
- Brandenberger R, Wei H, Zhang S, etal (2005). «Transcriptome characterization elucidates signaling networks that control human ES cell growth and differentiation.». Nat. Biotechnol. 22 (6): 707-16. PMID 15146197. doi:10.1038/nbt971.
- Suzuki Y, Yamashita R, Shirota M, etal (2004). «Sequence comparison of human and mouse genes reveals a homologous block structure in the promoter regions.». Genome Res. 14 (9): 1711-8. PMC 515316. PMID 15342556. doi:10.1101/gr.2435604.
- Gerhard DS, Wagner L, Feingold EA, etal (2004). «The status, quality, and expansion of the NIH full-length cDNA project: the Mammalian Gene Collection (MGC).». Genome Res. 14 (10B): 2121-7. PMC 528928. PMID 15489334. doi:10.1101/gr.2596504.
- Kimura K, Wakamatsu A, Suzuki Y, etal (2006). «Diversification of transcriptional modulation: large-scale identification and characterization of putative alternative promoters of human genes.». Genome Res. 16 (1): 55-65. PMC 1356129. PMID 16344560. doi:10.1101/gr.4039406.
- Olsen JV, Blagoev B, Gnad F, etal (2006). «Global, in vivo, and site-specific phosphorylation dynamics in signaling networks.». Cell 127 (3): 635-48. PMID 17081983. doi:10.1016/j.cell.2006.09.026.

- Datos: Q18052316